# ジ・アスレチック
『ジ・アスレチック』（英: The Athletic）は、ニューヨーク・タイムズ・カンパニーの傘下にある定期購読制のスポーツ専門ウェブサイト。北米の47都市およびイギリスを対象に地域の報道を行っており、一流プロスポーツや大学スポーツの取材も行っている。長編ジャーナリズム、独自のレポート、綿密な分析が特徴である。地方紙のスポーツ欄を細分化し、地方紙が配達されない地域に住むファンにも伝えることを目的としている。
2016年にアレックス・マザーとアダム・ハンスマンによって、独立した定期購読制のオンラインスポーツ雑誌として設立された。その後の数年間で徐々にライターの人数を増やし、イギリスを含むより多くの市場で、より多くのチームを報道するようになった。一方で、広告なしでは利益を上げるほどの収益を得ることができないままであったため、オーナーは新しい買い手を探し始めた。2022年、当初はマザーとハンスマンによる運営を継続したまま半独立状態として、ニューヨーク・タイムズ・カンパニーが5億5000万ドルで買収した。同社は2023年7月、『ニューヨーク・タイムズ』の既存のスポーツ部門を解散し、スポーツ担当スタッフを解雇または異動させ、スポーツ関連の報道は『ジ・アスレチック』が担うことになると発表した。

## 歴史

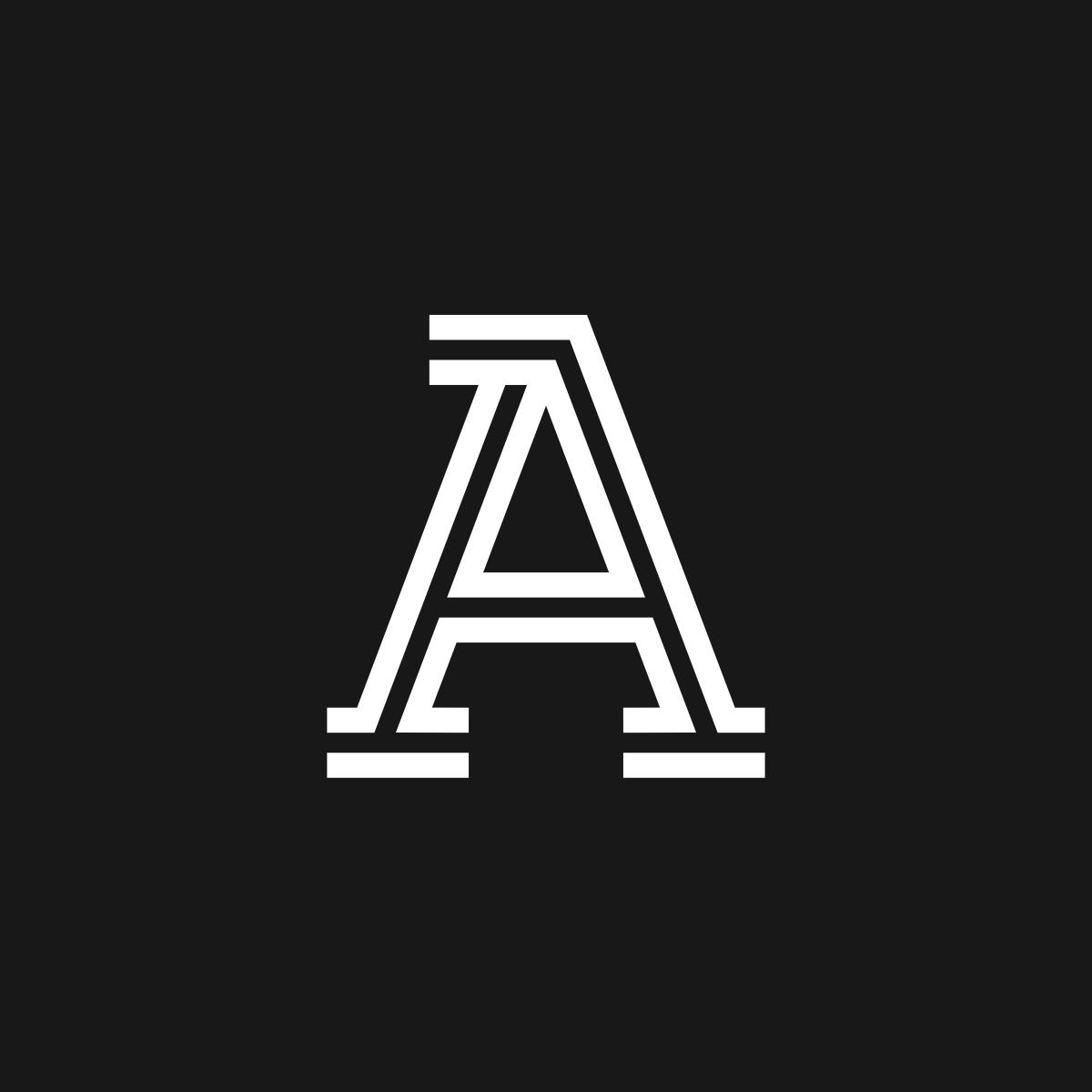
『ジ・アスレチック』のアプリのロゴ

『ジ・アスレチック』は「熱狂的なファンのためのよりスマートな報道」を目的として、登録制のフィットネスサービスを運営するStravaの元同僚であるアレックス・マザーとアダム・ハンスマンが創設した。同社は苦戦している広告付きサービスに取って代わるものとして設立された。『ジ・アスレチック』は事業継続のために広告収入ではなくサブスクリプションに頼っている。マザーとハンスマンは、スポーツファンは良質な報道や記事、クリーンなアプリ、広告非表示であればお金を喜んで払うであろうと考えていた。このころ、インターネット上の情報は無料である必要があるという共通認識があり、ペイウォールを試す新聞は少数であった。
ウェブサイトは2016年1月にシカゴで始まり、創刊者および編集者のジョン・グリーンバーグのほか、カブス担当のサハデフ・シャルマ、ブラックホークス担当のスコット・パワーズが参加した。グリーンバーグとパワーズはかつてESPNシカゴに勤めており、シャルマは『ベースボール・プロスペクタス』のカブス担当から離れて『ジ・アスレチック』に加わった。

### 拡大
2016年10月、『ジ・アスレチック』はトロントに進出し、メープルリーフス、ラプターズ、ブルージェイズの報道に力を入れるようになった。トロントでは、編集長としてジェームズ・マートルが採用された。
2017年3月にはジェイソン・ロイドを編集長としてクリーブランドにも進出した。2017年6月、ESPNのクレイグ・カスタンスを編集長として雇用し、デトロイトにも拡大した。
2017年8月にはサンフランシスコのベイエリアに進出し、『サンノゼ・マーキュリー・ニュース』で長年活動したティム・カワカミが編集長に、マーカス・トンプソンがコラムニストに就任した。『ジ・アスレチック』はまた、フォックス・スポーツが大量のライターを解雇した直後に、ベテランの野球ライターであるケン・ローゼンタール、大学バスケットボールのライターであるセス・デイヴィス、カレッジフットボールのライターであるスチュワート・マンデルを新しいライターとして迎え、全国的な報道を開始した。
2017年9月、フィラデルフィア、ミネソタ、ピッツバーグ、セントルイス、カナダの他の地域にも拡大し、アメリカとカナダの15のプロスポーツ市場にローカル報道をもたらした。この拡大は、十分なサービスを得られていないホッケーファンに報道をもたらすことを主な目的としていた。
2018年2月、ニューヨーク、ダラス、シンシナティへの拡大を発表し、ヒューストン、ロサンゼルス、サンディエゴ、アリゾナ、カンザスシティでは野球に限定した報道を開始した。また、ジェイソン・スターク、ジム・ボウデン、エノ・サリス、編集者のエマ・スパンが加わり、MLBの全国報道を拡大した。
2018年4月、デンバーとボストンに進出することを発表した。デンバーでは『ザ・デンバー・ポスト』の記者を数人雇用した。ボストンにおける当初のスタッフは『ボストン・グローブ』、『ボストン・ヘラルド』、『リパブリカン』のウェブポータルでかつて勤務していたライターで構成されていた。カレッジフットボールの報道に加えて、アラバマ・クリムゾン・タイド・フットボール、ジョージア・ブルドッグス・フットボール、テネシー・ボランティアーズ・フットボールなどの主なチームに専属の担当記者を配置した。
2018年5月、国内サッカーと海外サッカーの報道を行うことを発表した。2018年6月、ロサンゼルスにおける報道を拡大し、さらに『ザ・バッファロー・ニュース』から記者を数人引き入れて、ニューヨーク州バッファローにも拡大した。
2018年7月、『ジ・アトランタ・ジャーナル＝コンスティテューション』の元ライターであるデイヴィッド・オブライエンとジェフ・シュルツを加えたアトランタのほか、ボルチモア、ウィスコンシンにも市場を拡大し、19人のカレッジフットボールのライターが加わった。
2018年8月、ファンタジースポーツの報道を開始し、ワシントンD.C.、ノースカロライナ・サウスカロライナ、ナッシュビル、インディアナ、マイアミ、ニューオーリンズなどにも拡大した。また、シャムズ・シャラニアによるNBAの報道や、ジェイ・グレーザーによるNFLの報道を拡大することも発表された。
『ジ・アスレチック』はジャクソンビル、ヒューストン、オクラホマ、オレゴン、ラスベガスでライターを増加させた後、2018年9月までにNHLとNFLの全チームでのローカル報道の拡大を完了した。2018年10月にはメンフィスに拡大し、NBAの報道も全チームに拡大した。
2018年11月、文章による報道を補足するための動画コンテンツをさらに制作するために、『60ミニッツ』特派員のアーメン・ケテイヤンらベテランのテレビジャーナリスト3人と契約した。
2019年5月、ベテランジャーナリストのジェフ・グラックを迎えて、モータースポーツの報道を開始することを発表した。NASCARに関する報道を中心としているが、インディアナポリス500など、他の主なイベントも報道することで、全てのモータースポーツのファンに向けたウェブサイトとすることを目的としている。
2019年8月にはイギリスにも拡大し、主に国内・国外のサッカーを報道するようになった。当初、チームは業務執行取締役のエド・マリオンと編集長のアレックス・ケイ＝ジェルスキが率いていた。
2024年4月、ローラ・ウィリアムソンがイギリスとヨーロッパにおける編集長に就任することが発表された。

### 買収
『ジ・アスレチック』の費用が多額であったことや、事業収益の代わりにベンチャーキャピタルからの資金に依存していたことで採算性が悪い状態が続いていたため、2021年に大手メディア企業への売却について調査し始めた。当時、『ジ・アスレチック』の購読者は120万人、収益は8000万ドルで、ベンチャーキャピタルから5500万ドルを得ていた。『アクシオス』は同年3月に『ジ・アスレチック』との話し合いに入ったが、最終的にはオファーを断った。同年5月時点では『ニューヨーク・タイムズ』が買収の最有力候補であり、Vox Mediaも興味を示していた。『ジ・アスレチック』と『ニューヨーク・タイムズ』の買収に関する交渉は2021年6月に終了した。2021年11月2日、スポーツベッティング会社のドラフトキングスやフラッター・エンターテインメントなどが買収を希望していると報道された。
2022年1月、ニューヨーク・タイムズ・カンパニーは『ジ・アスレチック』を5億5000万ドルで買収し、取引は2022年の第1四半期に完了する予定であることを発表した。『ジ・アスレチック』は『ニューヨーク・タイムズ』から独立して運営され、共同設立者のアレックス・マザーとアダム・ハンスマンが引き続き運営を担当することも発表された。
2023年6月、『ジ・アスレチック』はスタッフの4%を解雇し、ジャーナリスト20人を異動させ、チーム専属の担当記者の制度を廃止するなど、組織の再編成を実施した。翌月、『ニューヨーク・タイムズ』は自社のスポーツ部門を閉鎖し、『ジ・アスレチック』とその記者によるコンテンツは『ニューヨーク・タイムズ』を通じて配信されることになると発表した。『ニューヨーク・タイムズ』の既存のスポーツ記者は他の部門に異動となる。この判断に対してニューヨーク・タイムズ・ギルドは、「『タイムズ』はスポーツ報道を自ら『下請けに出す』ことができるという馬鹿げた主張のもとで、労働組合の組合員が担うスポーツ部門の仕事を労働組合に属さないタイムズ社の子会社に外部委託する」ことによって組合つぶしに関与していると批判した。